# Phaedyma keyensis
Phaedyma keyensis är en fjärilsart som beskrevs av Klunder van Gijen 1912. Phaedyma keyensis ingår i släktet Phaedyma och familjen praktfjärilar. Inga underarter finns listade i Catalogue of Life.